# Neon Ballroom
Neon Ballroom és el tercer àlbum d'estudi de la banda de rock alternatiu australiana Silverchair. Es va publicar el 8 de març de 1999 a Austràlia i el 16 de març als Estats Units. Amb aquest àlbum van acabar el contracte que els unia a Murmur, subsidiària de Sony Records. El grup va aconseguir disc de platí a Austràlia i disc d'or als Estats Units.

## Informació
Aquest treball presentava uns evidents signes de maduració dels components de la banda. Amb un so més auster, té un estil musical molt experimental que contrasta amb els àlbums previs i denota un canvi en la direcció artística del grup provocant respostes oposades entre molts seguidors. El cantant Daniel Johns va descriure l'àlbum com un treball conceptual, essent un "diari auditiu" dels membres de la banda vivint el dia a dia. L'èxit del primer senzill, "Anthem for the Year 2000" va tenir força èxit perquè retenia el rock enèrgic de les bandes juvenils, però la resta de senzills significaven un marcat salt d'estil que posteriorment ja s'associaria definitivament al grup. Neon Ballroom va ser creat aparentment amb l'intent de combinar la tecnologia i els dispositius experimentals amb instruments tradicionals, clàssic i d'orquestra. Així, "Neon" (en català, neó) representa les novetats i "Ballroom" (en català, sala de ball) representa les coses tradicionals.
L'enregistrament es va realitzar entre els dies 9 de maig i 23 de juny de 1998 als Festival Studios de Pyrmont, Nova Gal·les del Sud, Austràlia. També es va posar a la venda una edició en vinil limitada a 5000 còpies a tot el món.
La cançó "Spawn" es va regravar per la banda sonora de la pel·lícula "Spawn" de l'any 1997. Aquesta versió es va incloure posteriorment en un disc de bonificació d'edició limitada que es venia juntament amb l'àlbum, i també en la compilació Rarities 1994-1999 que va llançar Silverchair l'any 2000. Diverses cançons d'aquest àlbum es van incloure també en els recopilatoris The Best of Volume 1 i Live from Faraway Stables. La cançó "Satin Sheets" s'anomenava originalment "Punk Song #3" i "Paint Pastel Princess", "All the same to me".

## Llista de cançons
Totes les cançons foren escrites i compostes per Daniel Johns, excepte les indicades. 
| Núm.          | Títol                      | Composició     | Durada |
| ------------- | -------------------------- | -------------- | ------ |
| 1.            | «Emotion Sickness»         |                | 6:01   |
| 2.            | «Anthem for the Year 2000» |                | 4:07   |
| 3.            | «Ana's Song (Open Fire)»   |                | 3:42   |
| 4.            | «Spawn Again»              | Johns, Gillies | 3:30   |
| 5.            | «Miss You Love»            |                | 4:00   |
| 6.            | «Dearest Helpless»         |                | 3:34   |
| 7.            | «Do You Feel the Same»     |                | 4:18   |
| 8.            | «Black Tangled Heart»      |                | 4:33   |
| 9.            | «Point of View»            |                | 3:35   |
| 10.           | «Satin Sheets»             |                | 2:24   |
| 11.           | «Paint Pastel Princess»    |                | 4:33   |
| 12.           | «Steam Will Rise»          |                | 5:18   |
| Durada total: | Durada total:              | Durada total:  | 49:36  |

### Disc de bonificació
Posteriorment al llançament del disc al Regne Unit, l'àlbum es va llançar juntament amb un cd d'edició limitada amb tres cançons:
| 1. | «Anthem for the Year 2000» (versió a cappella) | 3:15 |
| 2. | «Spawn» (versió pre-Vitro)                     | 2:56 |
| 3. | «Emotion Sickness» (vídeo)                     |      |

## Posicions en llista
| Llista (1999)                | Posició |
| ---------------------------- | ------- |
| Australian ARIA Albums Chart | 1       |
| U.S. Billboard 200           | 50      |

## Personal
- Daniel Johns - veus i guitarra
- Chris Joannou - baix
- Ben Gillies - bateria

### Personal addicional
- David Helfgott (cançó 1), Robert Woolf (cançó 5), Chris Abrahams (cançó 8) - piano
- Larry Muhoberac - arranjaments de piano (cançó 1)
- Jane Rosenson - arpa (cançó 8)
- Sweep (Johns's dog) - veu invitada (cançó 12)
- Paul Mac - teclats (cançons 2, 4, 10)
- Jim Moginie - teclat Mogenius (cançons 2, 3, 5, 6, 7, 9, 11)
- Jane Scarpantoni - violoncel i arranjaments de corda
- John Harding, Fiona Ziegler, Carl Pini, Alexandra d'Elia, Leoni Ziegler, Emma Hayes, Georges Lentz - violí
- Leah Jennings - violoncel
- Cantants i amics de l'escola pública de Nova Gal·les del Sud - veus de fons (cançó 2)
- George Torbay - director d'orquestra (cançó 2)
- Kevin Shirley - mescles (cançons 2, 5)